# Avenida (hidrología)

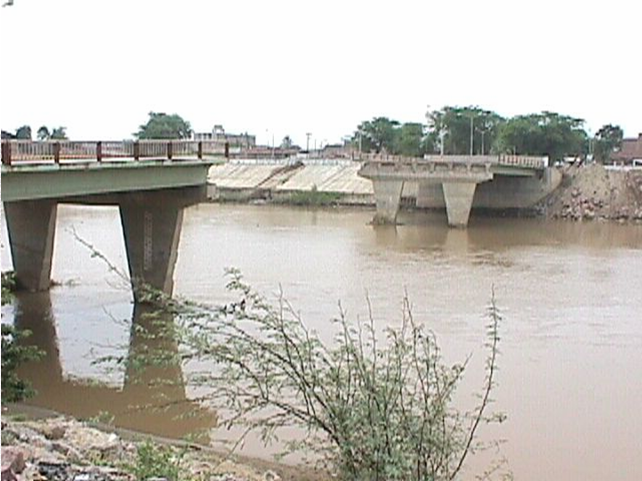
Puente destruido por una avenida.

Una avenida (conocida en algunos lugares también como crecida —de un río, arroyo, etc.—, creciente, riada o aguas altas) es la elevación del nivel de un curso de agua significativamente mayor que el flujo medio de este. Durante la crecida, el caudal de un curso de agua aumenta en tales proporciones que el lecho del río puede resultar insuficiente para contenerlo. Entonces el agua lo desborda e invade el lecho mayor, también llamado llanura aluvial.[cita requerida]

## Particularidades y tipos
Una crecida elemental solo afecta a uno o varios afluentes y puede tener causas muy diferentes: pluvial, debido a las lluvias continuas sobre una cuenca poco permeable o que ya se ha empapado de agua; nival, provocada por la fusión de las nieves, el deshielo que provoca la ruptura del obstáculo congelado que retenía las aguas, etc. Muchas veces dos o más de estas causas simples suman sus efectos y el río, sobre todo después de haber recibido las aguas de varios afluentes importantes, experimenta una crecida compleja. Así es como los chubascos primaverales pueden agravar considerablemente una crecida nival.
Por otra parte, las avenidas se pueden caracterizar según su variabilidad a lo largo del tiempo, así se pueden distinguir:
Avenidas periódicas
Generalmente no causan daños, e incluso son benéficas, como por ejemplo las del río Nilo previo a la construcción de la presa de Asuán, donde contribuían a la fertilidad del valle bajo del río. Este tipo de avenidas es de larga duración, pudiendo durar semanas o meses. Son causadas por las variaciones climáticas de vastas regiones de la cuenca hidrográfica. Son previsibles, pudiéndose tomar medidas de protección para evitar o minimizar los daños.
Avenidas excepcionales
Son causadas por precipitaciones intensas sobre toda la cuenca o parte de esta. Son difícilmente previsibles, para ello se requiere de una red de monitoreo operada en tiempo real. Generalmente causan daños a las poblaciones y a la infraestructura económica. Se pueden tomar medidas de protección civil y mantenimiento preventivo de las infraestructuras.
Combinación de ambas
Generalmente causan daños, son difícilmente previsibles si no se cuenta con una red de monitoreo en tiempo real.

## Características de una avenida

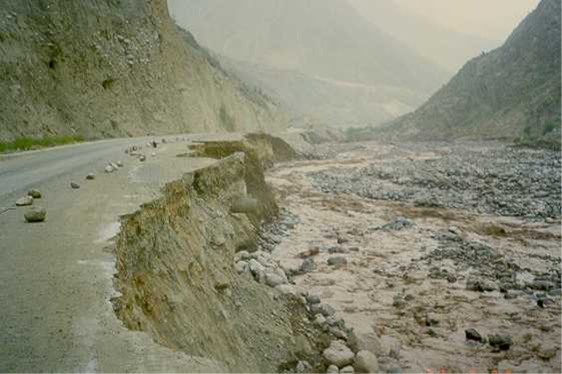
Rotura de una carretera, debida a una crecida de río.

Las principales características de una avenida son:
- Su caudal máximo, o pico, fundamental para el dimensionamiento de las obras de protección lineares o defensas ribereñas.
- El volumen de la avenida.
- La velocidad con que aumenta su caudal.

Estas características, para un mismo tipo de precipitación (es decir, misma intensidad y tiempo de aguacero), varían en función de características intrínsecas de la cuenca: su extensión, la pendiente y tipo del terreno, etc., y también de características modificables por las actividades antrópicas: la cobertura vegetal, los tipos de preparación del suelo para la agricultura, las áreas impermeabilizadas como áreas urbanas, etc. 

### Agravantes para su formación
Entre las causas que agravan la importancia de las crecidas se encuentran:
- La impermeabilidad del suelo de la cuenca, además de su excesiva pendiente y falta de vegetación que hacen que el agua discurra velozmente y no se infiltre.
- Los lechos estrechos y con pendientes muy acentuadas, que no pueden conservar volúmenes suficientes de agua suplementaria.
- La existencia de confluencias muy próximas de unas a otras.

Las crecidas más importantes no se deben a la torrencialidad de sus precipitaciones sino a la persistencia y a la repetición de lluvias muy intensas durante varios días. El suelo se halla entonces saturado y no puede absorber mucha más agua, y al no lucir el sol, la evaporación es poco relevante. En todo caso, ello no excluye la existencia de crecidas devastadoras debidas a la onda potente formada en un río secundario por lluvias torrenciales.

### Coeficiente de escorrentía
Cada tipo de terreno, debido a los factores anteriormente reseñados, retendrá una mayor o menor cantidad de agua de forma superficial, por infiltración al terreno, por retención en la vegetación o por evaporación directa. La relación entre el agua evacuada por un río y el agua caída en forma de lluvia, o procedente de la fusión de la nieve, constituye el coeficiente de escorrentía. Con el conocimiento de los caudales que llegan en función del tiempo, se construirá el hidrograma de la avenida, que será el gráfico que indique dicha relación. 
En verano, el coeficiente de escorrentía pasa rara vez de 0,4 porque una gran parte del agua es absorbida por el suelo seco o evaporada por el sol. En invierno, la influencia de esos dos factores es mínima, y el río puede llevarse hasta más del 80% del agua recibida por la cuenca.

## Daños causados por las avenidas

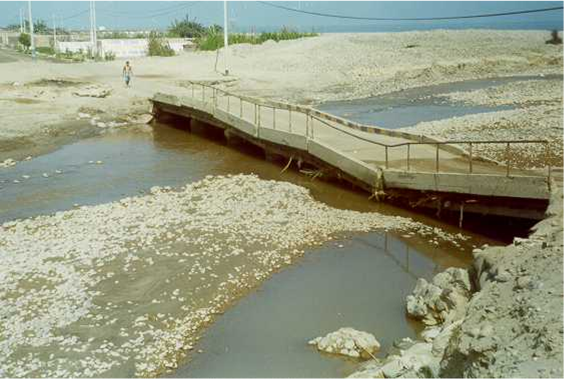
Puente dañado por el Fenómeno de El Niño en la Costa Peruana.

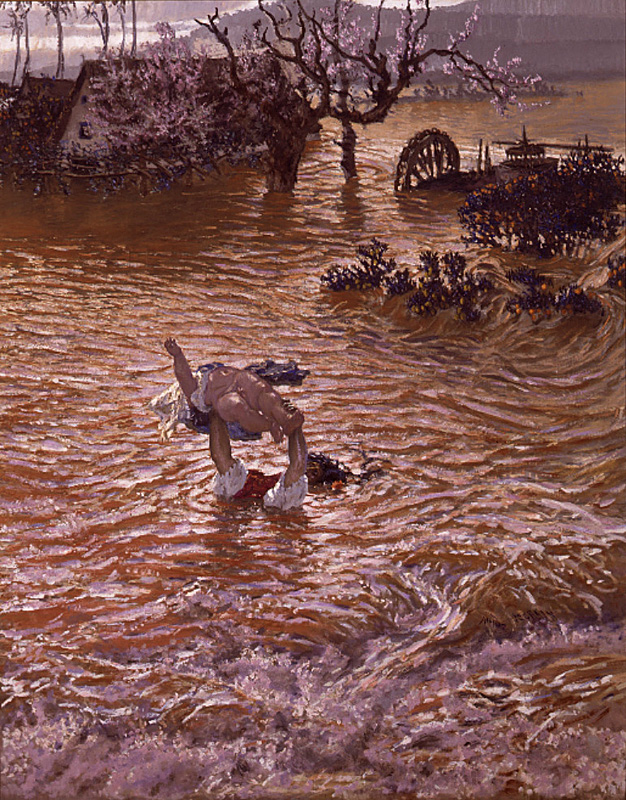
El cuadro Amor de madre (c. 1913) de Antonio Muñoz Degrain, ilustra los estragos de una riada ambientada en territorio valenciano.

Durante las crecidas, el caudal y la velocidad de la masa líquida aumentan en forma considerable la fuerza erosiva del agua y su capacidad de transporte. Así, un corto período basta para provocar cambios sensibles en la morfología de los márgenes y del lecho del río, ocasionando desbordes significativos. Para minimizar o incluso anular dichos desbordes, una adecuada defensa ribereña, un enrocado o la construcción de espigones, pueden ser ciertamente efectivos para prevenir este tipo de daños.

### Casos célebres
- Riada de Santa Teresa, España, 1879.
- Crecida del Sena, que provocó la Inundación de París, Francia, 1910.
- Gran riada de Valencia, España, 1957.
- Crecida del Arno, que ocasionó la Alluvione de 1966, Italia.
- Pantanada de Tous, España, 1982.
- Riada del camping de Biescas, España, 1996.
- Riada de Badajoz, España, 1997.
- Desborde de las cuencas del Elba y el Danubio, Europa Central, 2002.
- Desbordes del Río Aconcagua, Río Maipo y Río Tinguiririca, Chile, 2003.
- Desbordes en la zona central de Chile, 2023.
- Riada de la comarca de Huerta Sur, España, 2024.